# Kabeljo

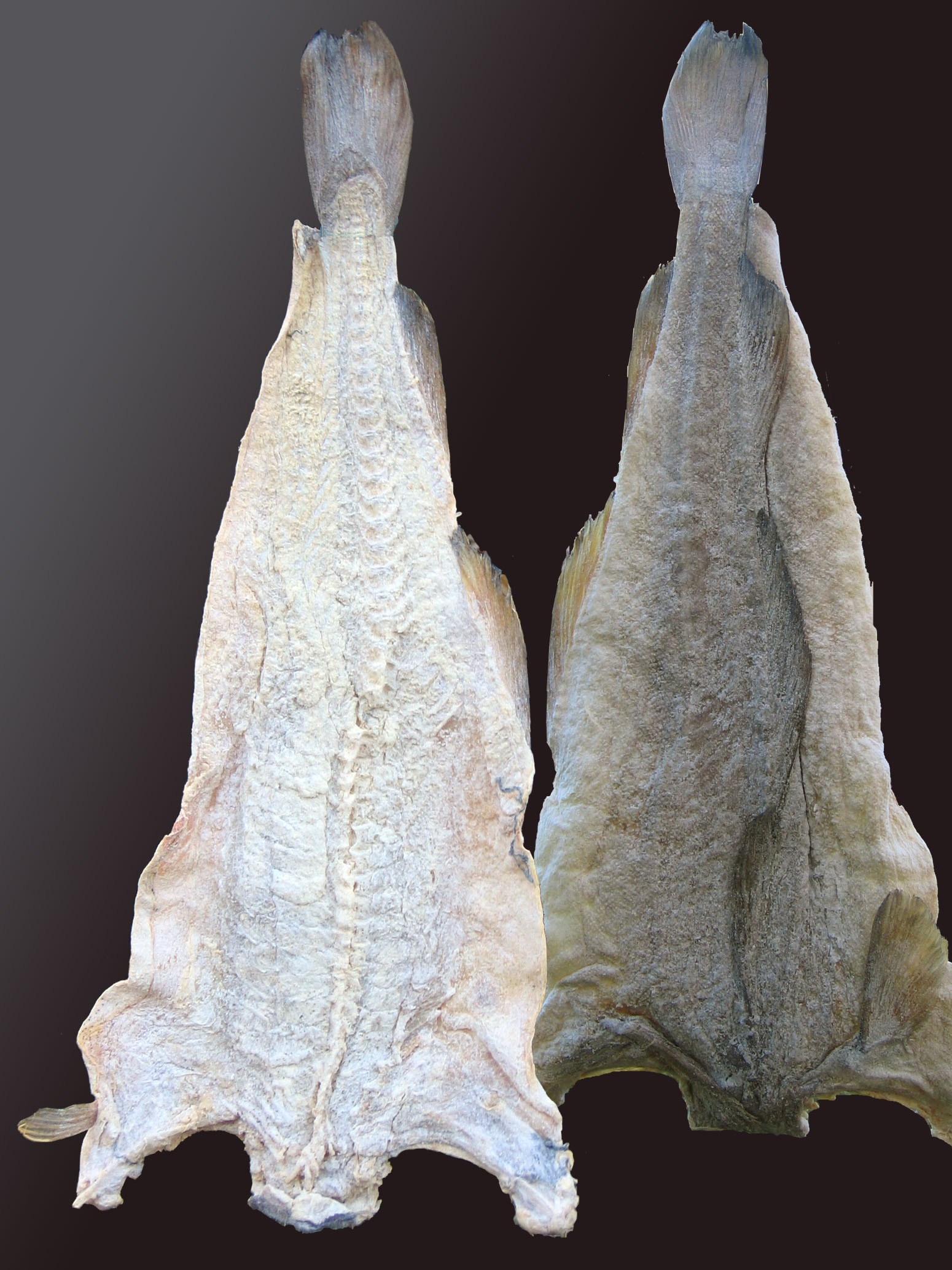
Klippfisk, köttsida och skinnsida.

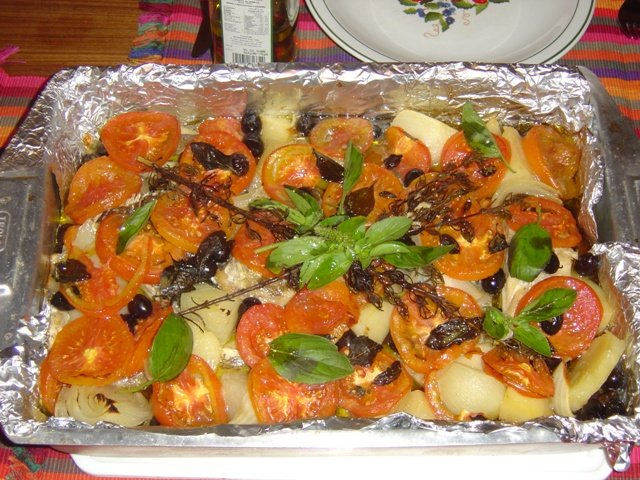
Portugisisk kabeljo, bacalhau, räknas ibland som en nationalrätt i Portugal.

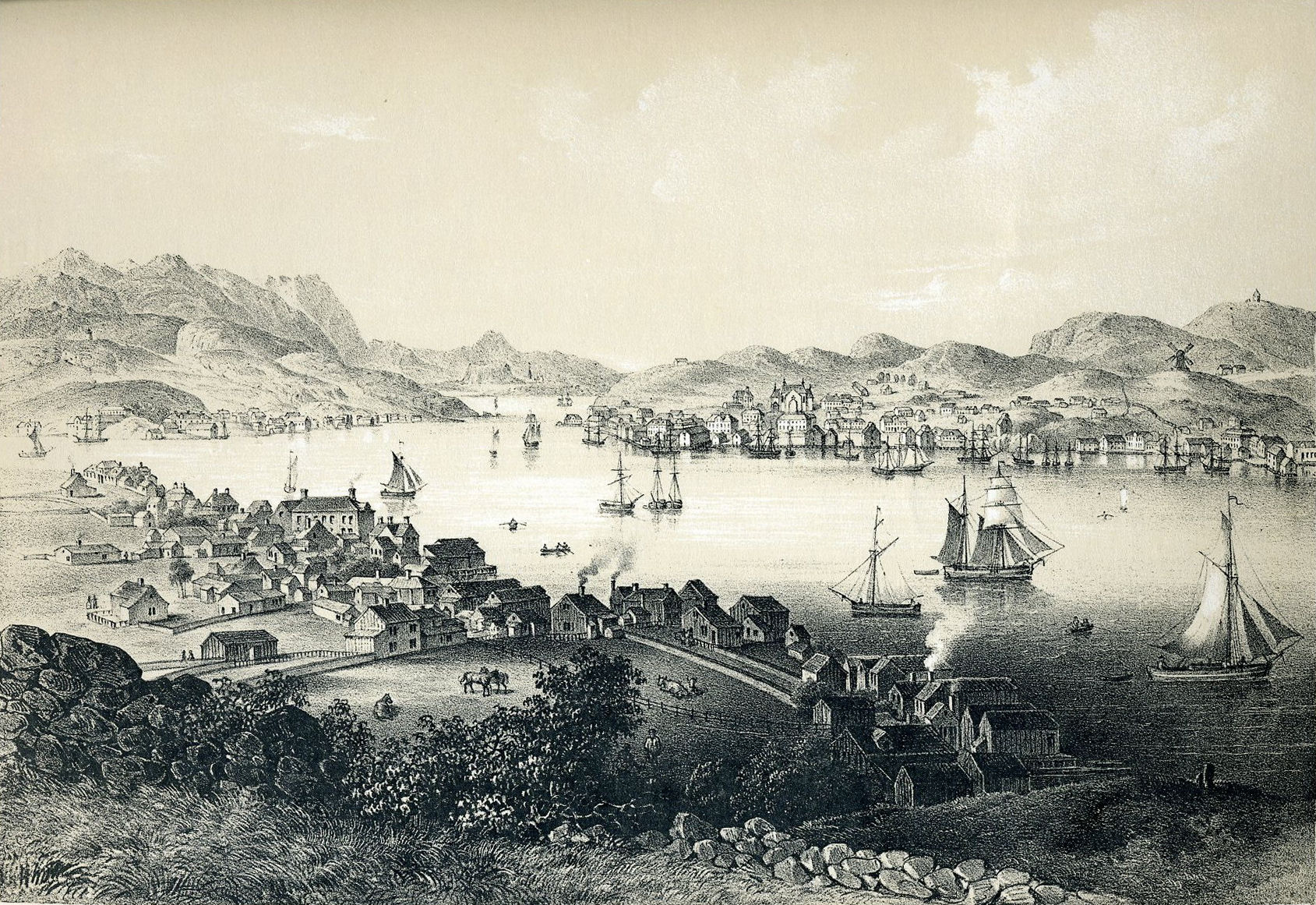
Kristiansund i Møre og Romsdal i Norge, var länge centrum för produktion av saltad och torkad fisk, klippfisk.

Kabeljo eller klippfisk är en fiskråvara bestående av fläkt, saltad och svagt torkad fisk från torsksläktet. Kabeljo utgör vanlig mat bland annat på Island och i Spanien och Portugal, och kabeljo används också som benämning på rätter lagade med råvaran kabeljo.
Kabeljo var tidigare också en benämning på fisk som används för att bereda kabeljo, och har särskilt använts om större exemplar av den vanliga torsken – numera blott med kollektiv betydelse, skriver SAOB i artikeln från 1935.
Enligt SAOB från 1935 görs kabeljo nästan enbart av långa, och sällan av torsk eller lubb (familj lakefisk, ordning torskartade fiskar), eller andra torskfiskar. Fisken fläks, saltas i kar, och torkas därefter svagt. Nordisk familjebok från 1910 skriver att torsk såväl som långa och flera arter av torskfamiljen används, och att den enda skillnaden mellan kabeljo och efter bohuslänsk metod beredd klippfisk är, att kabeljon är mindre hårt torkad, halvtorr, och säljs nedpackad i fjärdingar (1/4 tunnor). Kabeljo och klippfisk torkades ursprungligen utomhus, exempelvis på klippor, men numera ofta i torkrum.
Klippfisk eller kabeljo har producerats i Newfoundland, på Island, Färöarna samt i Norge sedan åtminstone 1500-talet till 1700-talet – osaltad torrfisk är en i sin tur mycket äldre produkt. När upptäcktsresanden Jacques Cartier under tidigt 1500-tal utforskade St. Lawrenceflodens mynning i dagens Kanada, stötte han där på mängder med baskiska torskfiskebåtar.[källa behövs]
Namnet kabeljo används ibland felaktigt för torkad och saltad spillånga.

## Etymologi
Till svenska har ordet kabeljo kommit från nederländska cabbelyau och medelnederländska cabeljau och liknande former – SAOB listar också medelnederländska bakeljauw som jämförelse. Ursprunget till cabeljau i sin tur finns det olika teorier om. Bland annat Nationalencyklopedins ordbok menar att det härstammar från baskiska, bakailao, medan SAOB skriver att förhållandet mellan till exempel formerna kabeljauw och bakeljauw i holländsk nederländska är oklart.
På spanska kallas fiskvaran bacalao, på portugisiska bacalhau, och på italienska baccalà.